# Commissaire Bombardier
Commissaire Bombardier est une enquêtrice de fiction française créée par Catherine Secq. Cette commissaire de police est chargée de résoudre des enquêtes dans des situations délicates, voire incongrues. La commissaire est une femme ayant son franc-parler mais elle est aussi touchante car c'est une femme cabossée ; les personnages parfaits insupportent la romancière.

## Caractéristiques
La commissaire Bombardier mesure 1m60, n'est pas très sportive, est toujours vêtue d’un blouson de cuir, d’un jean et de santiags. Elle est veuve, vit seule à Paris mais avec ses deux chats. Elle aime la cuisine et le rock.
C'est une femme de caractère, franche et directe, drôle et attachante. Elle est plutôt du genre  besogneuse et particulièrement opiniâtre. L’auteure avoue avoir pensé à Josiane Balasko quand elle a créé son personnage.

## L'auteure
Catherine Secq, diplômée de l’École supérieure d’Ingénieurs et de Techniciens pour l’Agriculture (ESITPA), a d'abord consacré quarante années de sa vie à la nature en Île-de-France. Au sein du « Comité National Interprofessionnel de l'Horticulture » (CNIH), aujourd'hui devenu Val'Hor). Elle appréhende les nombreuses difficultés de la filière horticole française. Convaincue que l'une des voies d'avenir est de valoriser l'offre végétale française, elle rejoint une entreprise de production pour lancer une plante dénommée "Tamaya", un bégonia bambou conduit en forme d'arbre. Le produit deviendra la référence en matière de marketing horticole. Puis Catherine Secq s'oriente vers la distribution, elle cofonde et développe l'enseigne « Un été à la campagne ». Face à un secteur très atomisé et indépendant, l'organisation en franchise est une démarche novatrice, observée de près au delà de nos frontières. 
Après avoir œuvré au sein d'entreprises de production et de distribution, elle rejoint, en tant que déléguée générale, la Société Nationale d'Horticulture de France (SNHF) dans l'espoir de faciliter la diffusion des connaissances. Pour proposer aux jardiniers des plantes de grande qualité, aptes à offrir les meilleurs résultats, elle initie la création de l'association Excellence végétale qui va rapidement réussir à élargir le champ d'application du Label rouge aux végétaux.
Dans sa jeunesse, alors qu’au collège, sa professeure de français la poussait à écrire car elle avait des prédispositions. Mais, « la forte en maths » a suivi une autre voie. L’écriture, ce sera pour plus tard ! Cela ne l’empêchera pas de dévorer les livres, notamment des polars. C'est Patricia Cornwell qui a sa préférence.
Après avoir traversé des moments professionnellement difficiles, elle se dit que l’écriture peut servir de thérapie. En 2018, son premier roman policier paraît. Sept autres suivront ; un neuvième est en cours. « Je n’étais pas partie pour faire des séries. Mais la commissaire Bombardier a reçu un accueil favorable et l’exercice m’a plu. Cela m’a apporté beaucoup de bien et m’a apaisée. Du coup, j’ai eu envie de continuer »

## La série
Une affaire pour la commissaire Bombardier est le titre d'une série de romans policiers humoristiques, écrits par Catherine Secq. Commencée en 2018, la série comporte huit romans en 2024, un neuvième est en cours. Chacune des histoires baigne dans un univers végétal différent dans lequel la commissaire mène ses investigations. Pour le lecteur, c'est l'occasion de découvrir les plantes tout en se distrayant.

## Les romans
- Meurtre bénévole : Dans une association horticole, le patron est retrouvé mort. Un seul assassin : qui ?[7],[8]
- Ne jetez pas les morts au compost : Dans une ambiance de sorcellerie et de jardinage d'une petite ville de province, un meurtre répugnant est commis[9],[10]...
- Le macchabée givré, à servir bien frais : A Noël, au lieu d'un sapin, c'est un cadavre qui est livré[11]
- Dédicace sans auteure : Dans les sombres arcanes du monde de l’édition, la disparition d'un écrivain est l'occasion d'une recherche originale[12]
- Sang rancune, mon amour: En février à la Saint-Valentin, qui est mort et quel est le message porté par de magnifiques roses rouges ?[13],[14]
- Une mort paradisiaque : Un suicide au pied d'une tombe d'un cimetière. La commissaire en doute...![15],[16]
- Chemin de Crôa : Sur les bords de la Loire, à la Saint Fiacre la volaille s'en prend aux corbeaux ![17]
- Café CRIME : Dans un bar-restaurant, une enquête où il est énormément question de café[18]...
- Douceur assassine : Dans le parc floral Terra Botanica, au pays de la douceur angevine, une simple visite se transforme en une nouvelle enquête épicée[19]...